# Агрон (цар)
Агрон (дав.-гр. Ἄγρων) — напівміфічний цар Лідії.

## Життєпис
За давньогрецькими міфами належав до нащадків Геракла і Омфали. Був сином Ніна, онуком Бела, який сином Алкея і онуком Геракла.
Згідно з Геродотом, посів трон після смерті або повалення Іардана (у Страбона — Тантала Молодшого), що сталося близько 1221 року до н. е. (за іншими давньогрецькими істориками — 1192 року до н. е.) Ці роки саме збігаються з навалою ахейців, прафригійців та «народів моря» на Малу Азію, внаслідок чого загинули держави Вілуса, Міра, Сеха і Аххіява. Можливо саме Аргон, що панував десь в1190-1180-х роках до н. е. став засновником лідійського царства, а попередньо згадані лідійські (меонійські) царі були скоріше місцевими вождями «народів моря». Їх міфологічні звитяги стали відбиттям походів на південних Балканах, островах Егейського моря і Малій Азії.
Геродот приписав Агрон походження від Геракла, намагаючись вписати його в загальне сприяння давніми греками світу. В самій Лідії Агрон і його нащадки більш відомі були як Тілоніди. Також нічого невідомо про наступних після Агрона 17 (за Геродотом — 19) царів. Цей період припав на становлення лідійського царства. також лідійці тривалий час перебували під зверхністю Фриійського царства, що стало гегемоном Малої Азії замість хетської держави. Найпершим з нащадків Агрон згадується цар Ардіс I.